# Safia mollis
Safia mollis är en fjärilsart som beskrevs av Heinrich Benno Möschler 1880. Safia mollis ingår i släktet Safia och familjen nattflyn. Inga underarter finns listade.